# Philippe de Vigneulles
Philippe de Vigneulles (* 1471 in Lorry-lès-Metz; † 1528 in Metz) war ein französischer Chronist und Schriftsteller der Renaissance.

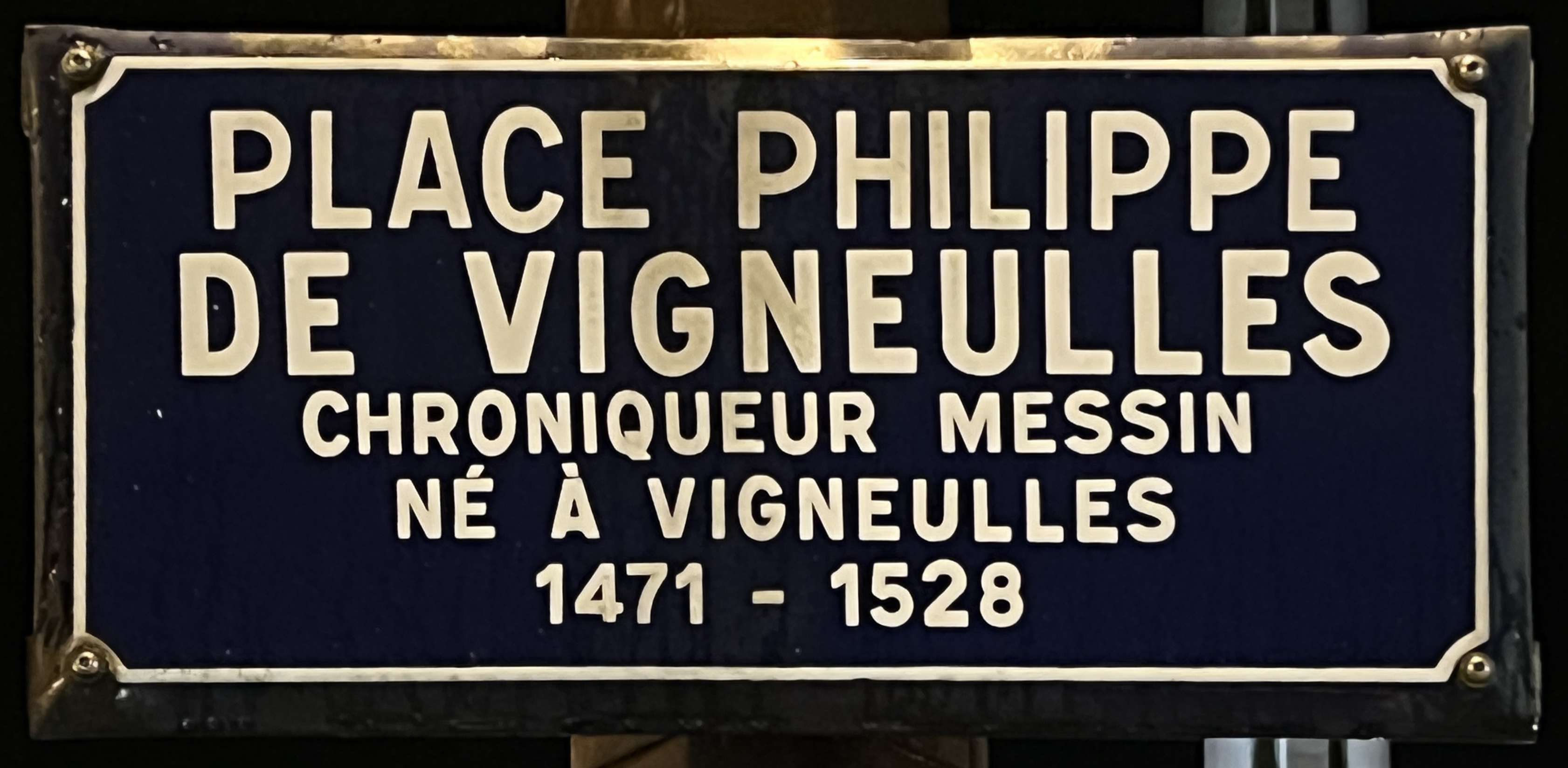
Straßenschild in Metz

## Leben und Werk
Philippe de Vigneulles wurde Tuchmacher in Metz. In jungen Jahren machte er ab 1486 eine fünfjährige Fußreise nach Rom und Neapel und stieg dann zu einem der reichsten Metzer Tuchhändler auf. Im Metzer Französisch seiner Zeit verfasste er eine Chronik (1471–1522), die inzwischen auch in deutscher Sprache vorliegt. Daneben gibt es von ihm eine Variante der
Hundert neuen Novellen. In Metz ist ein Platz nach ihm benannt.

## Werke

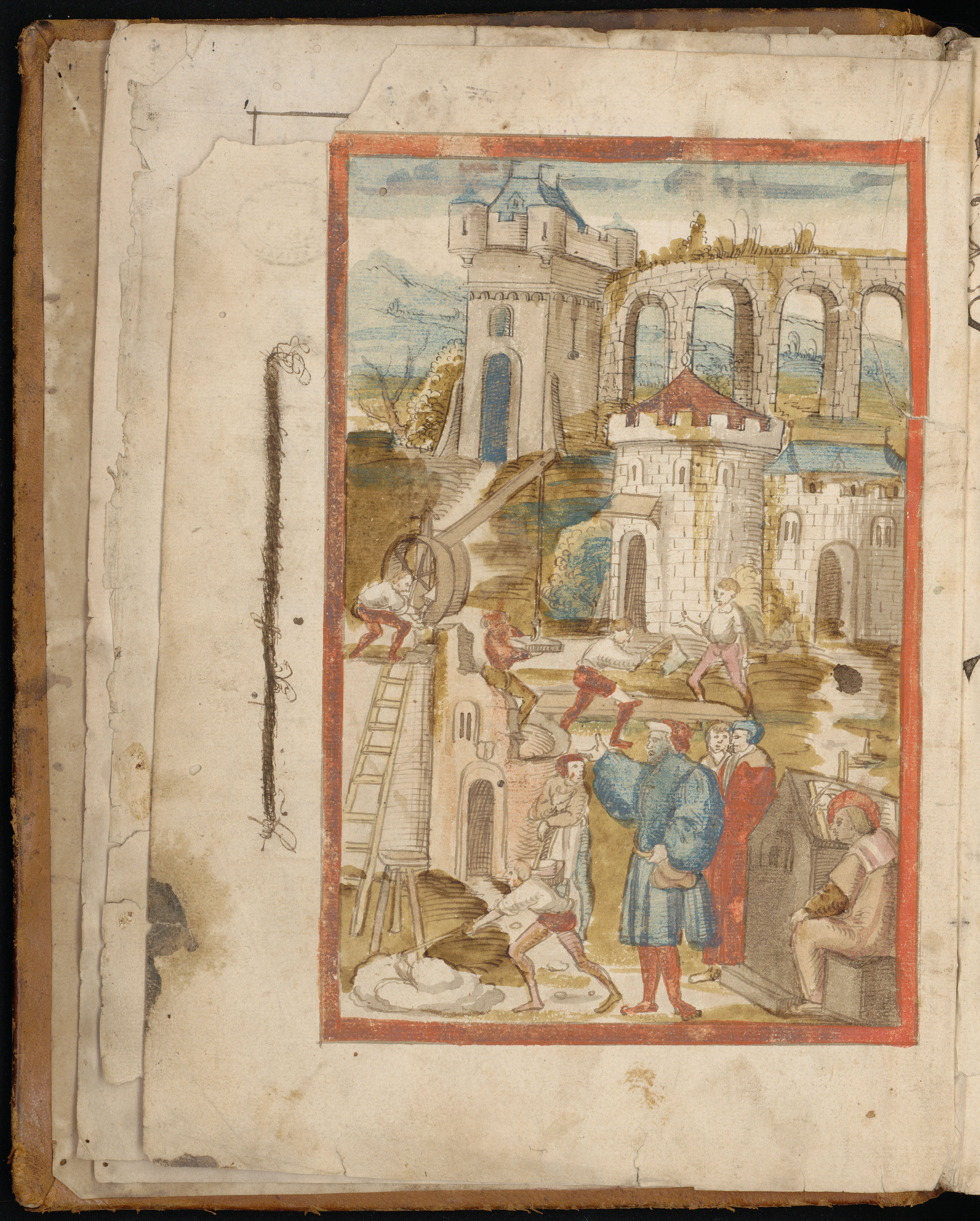
Ausschnitt aus der Chronik des Philippe de Vigneulles

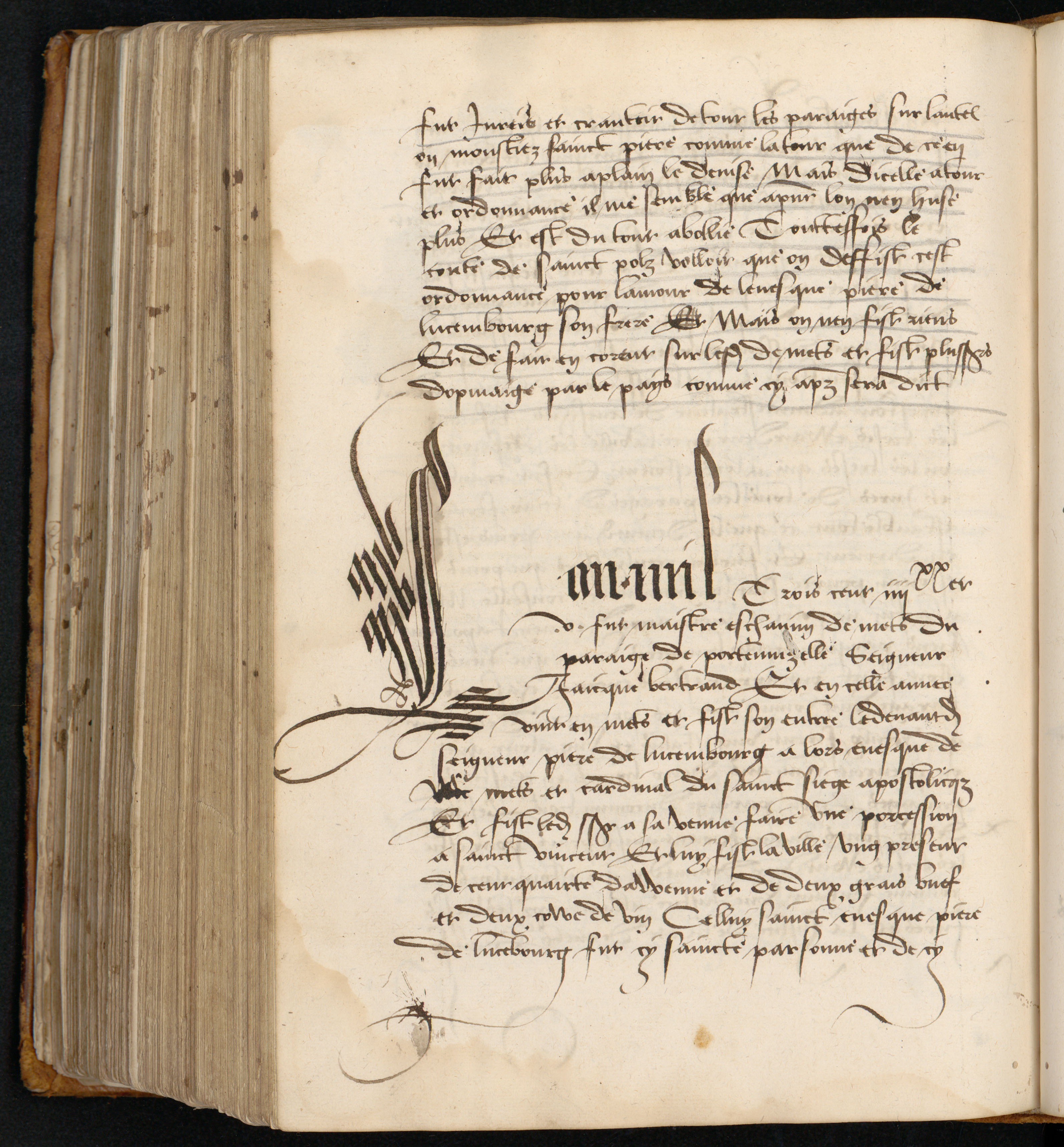
Ausschnitt aus der Chronik des Philippe de Vigneulles

- (mittelfranzösisch) Gedenkbuch des Metzer Bürgers Philippe von Vigneulles aus den Jahren 1471 bis 1522. Hrsg. Heinrich Michelant. Literarischer Verein, Stuttgart 1852. (Nachdruck) Rodopi, Amsterdam 1968.
  - (deutsch) Das Journal des Philippe de Vigneulles. Aufzeichnungen eines Metzer Bürgers (1471–1522). Eine Übersetzung des im Metzer Französisch von Dr. Heinrich Michelant herausgegebenen „Gedenkbuchs des Metzer Bürgers Philippe von Vigneulles“ aus den Jahren 1471 bis 1522, nach der Handschrift des Verfassers. Hrsg. und Übersetzer Waldtraud und Eduard Schuh. Überarbeitet und mit einem Vorwort und Nachwort versehen von Monika Schlinkmann. Conte, Saarbrücken 2005.
  - (neufranzösisch) Philippe de Vigneulles, Mémoires, traduction en français moderne, introduction et notes par Alain Cullière, Honoré Champion Éditeur, coll. Traductions des classiques du Moyen Âge 109, Paris 2023.
- La chronique de Philippe de Vigneulles. Hrsg. Charles Bruneau. 4 Bde. Société d’histoire et d’archéologie de la Lorraine, Metz 1927–1933.
  - 1. De la création du monde à 1324
  - 2. De l’an 1325 à l’an 1473
  - 3. De l’an 1473 à l’an 1499
  - 4. De l’an 1500 à l’an 1525
- Les Cent nouvelles nouvelles. Hrsg. Charles H. Livingston. Droz, Genf 1972.